# Margit Freiberg
Margit Freiberg (* 4. Mai 1962 in Cloppenburg) ist eine ehemalige deutsche Tischtennis-Nationalspielerin, die in den 1980er Jahren zu den besten Spielerinnen in Deutschland zählte.

## Nationaler Werdegang
Freiberg begann ihre Karriere bei der TT 207, einer Spielgemeinschaft aus dem SV Großhansdorf und dem Ahrensburger TSV (1966/77) 1977 schloss sie sich dem TSV Kronshagen an, mit dessen Damenmannschaft sie 1979 deutscher Mannschaftsmeister wurde. 1981 wechselte sie zum DSC Kaiserberg. Hier gewann sie nochmals 1982 und 1984 die deutsche Mannschaftsmeisterschaft und wurde 1982 und 1983 deutscher Pokalsieger. 1984 wurde sie in der nationalen deutschen Rangliste auf Platz fünf geführt.
1987 verließ sie den DSC Kaiserberg und errang mit den Reinickendorfer Füchsen die deutsche Vizemeisterschaft. Danach spielte Freiberg noch in den Vereinen SC Bayer 05 Uerdingen (ab 1990), TuS Holsterhausen (ab 1994), Borussia Düsseldorf (Oberliga, ab 2005), DJK Holzbüttgen (ab 2009) und TTC Fritzdorf (ab 2013).
Bei den nationalen deutschen Meisterschaften war Freiberg oft auf den vorderen Plätzen zu finden:
- 1982 dritter Platz im Mixed mit Hajo Nolten
- 1983 dritter Platz im Doppel mit Agnes Simon
- 1984 jeweils dritter Platz im Doppel mit Agnes Simon und im Mixed mit Hajo Nolten
- 1985 zweiter Platz im Doppel mit Katja Nolten
- 1987 zweiter Platz im Doppel mit Kirsten Krüger-Trupkovic
- 1988 zweiter Platz im Doppel mit Ilka Böhning
- 1989 dritter Platz im Doppel mit Jin-Sook Cords
- 1990 Dritte im Einzel

## International
Freiberg bestritt acht Länderspiele. 1986 wurde sie für die Individualwettbewerbe der Europameisterschaft nominiert. Ein Jahr später nahm sie an der Weltmeisterschaft 1987 teil. Hier erreichte sie mit der deutschen Mannschaft Platz 14. Im Einzel qualifizierte sie sich für die Hauptrunde, wo sie gegen die Chinesin Chen Zihe verlor. Im Doppel mit Ilka Böhning unterlag die den späteren Gewinnern der Bronzemedaille He Zhili/Jiao Zhimin (China). Das Mixed mit Jürgen Rebel überstand nicht die Qualifikationsrunde.

## Privat
Im Juli 1990 heiratete Freiberg den deutschen Tischtennis-Nationalspieler Hajo Nolten. und trat danach unter dem Namen Freiberg-Nolten auf. Sie hat zwei Kinder. Die gemeinsamen Kinder heißen Gerrit und Nils Nolten.

## Turnierergebnisse
| Verband | Veranstaltung     | Jahr | Ort       | Land | Einzel    | Doppel    | Mixed | Team |
| ------- | ----------------- | ---- | --------- | ---- | --------- | --------- | ----- | ---- |
| FRG     | Weltmeisterschaft | 1987 | New Delhi | IND  | letzte 64 | letzte 64 | Qual  | 14   |